# Piia Leino
Piia Leino (Helsinki, 1977) è una giornalista e scrittrice finlandese.

## Biografia
Laureata in scienze sociali e giornalismo presso l'Università di Tampere nel 2004, lavora come giornalista per l'agenzia di stampa finlandese STT.
Ha studiato scrittura creativa alla Kriittinen korkeakoulu (Accademia Critica) di Helsinki nel biennio 2015-2017, avviando così la carriera autoriale.
Il suo primo romanzo, Ruma kassa, pubblicato nel 2016, indaga i meccanismi della reality TV e le pressioni sociali dirette alle donne.
Del 2017 è invece Cielo (in originale, Taivas), romanzo distopico ambientato nella Finlandia del 2058 fra autoritarismo, resistenza e realtà virtuale, per il quale Leino è stata insignita del Premio letterario dell'Unione Europea nel 2019.
Sempre ambientato nella distopica Finlandia degli Anni 2050 è Yliaika (2020), mentre del 2021 è il giallo fantascientifico Lakipiste.
Il suo più recente romanzo, Aarteidesi aikakirjat, ancora una volta di genere distopico, è stato pubblicato nel 2022.

## Opere
- Ruma kassa (La brutta cassiera, 2016).
- Cielo, Voland, Roma, 2023 - ISBN 9788862435239 (Taivas, 2017 - traduzione di Irene Sorrentino).
- Yliaika (Tempo supplementare, 2020).
- Lakipiste (Apogeo, 2021).
- Aarteidesi aikakirjat (Cronache dei tuoi cimeli, 2022).